# Stephen Walt
Stephen Martin Walt (født 2. juli 1955) er en professor i international politik ved Harvard Universitetets John F. Kennedy School of Government. Han tilhører skolen af realisme. Walt udviklede Balance of Threat-teorien, som definerer trusler ud fra samlet sum af magt, geografisk nærhed, offensiv magt og aggressive hensigter.
Walt har været genstand for betydelig offentlig interesse for sit medforfatterskab og udgivelse af en artikel, som senere blev udgivet som bog: The Israel Lobby and U.S. Foreign Policy, som blev en New York Times Best Seller. Yderligere har Walt været en fremtrædende kritiker af NATO's østudvidelse, krigen i Irak og Vestens håndtering af krisen ifm. Ruslands annektering af Krim.

## Akademisk karriere
- Ansat i Center for Naval Analyses (1978-82).
- Forskningsmedarbejder ved Harvard University, Center for Science and International Affairs (1981-84).
- Ass. professor ved Princeton University, Woodrow Wilson School (1984-89).
- World Politics, Board of Editors (1985-89).
- Carnegie Endowment for International Peace, resident associate (1986-87).
- Gæste-lærer ved The Brookings Institution(1988 -)
- Ass. professor ved University of Chicago (1989-95).
- Medlem af bestyrelsen for Bulletin of the Atomic Scientists (1992-01).
- Professor ved University of Chicago (1995-99).
- University of Chicago, deputy dean of social sciences (1996-99).
- Belfer Professor of International Affairs, John F. Kennedy School of Government, Harvard University (1999-)
- Academic Dean, John F. Kennedy School of Government, Harvard University (2002-06).

## Udvalgte priser
- Edgar S. Furniss National Security Book Award for The Origins of Alliances – 1988.

### Israellobby
I marts 2006 udgav John Mearsheimer and Stephen Walt et arbejdspapir 
The Israel Lobby and U.S. Foreign Policy og en artikel The Israel Lobby i London Review of Books 
om de negative følgevirkninger af Israellobbyens ukontrollerede magt. De definerer lobbyen som en løs koalition af individer og organisationer, som aktivt arbejder på at styre amerikansk udenrigspolitik i en pro-israelsk retning. Artiklerne genererede betydelig mediedækning over hele verden.